# Suat Mamat
Suat İsmail Mamat (* 8. November 1930 in Istanbul; † 3. Februar 2016 ebenda) war ein türkischer Fußballspieler und -trainer. Durch seine langjährige Tätigkeit für Galatasaray Istanbul wird er stark mit diesem Verein assoziiert. Auf Fan- und Vereinsseite wird er als einer der bedeutendsten Spieler der Klubgeschichte aufgefasst. Mamat zählte zu den ersten Fußballern der Türkei, die spektakuläre Tore mittels Fallrückzieher erzielen konnten. Ferner war er wegen seiner guten Athletik für ansehnliche Kopfbälle bekannt. In den 1950er Jahren gaben mehrere Zeitungen zwei Fußballposter heraus, die Mamat einmal während eines Fallrückziehers und einmal während eines Flugkopfballs zeigten. Diese beiden Poster zierten bis in die frühen 1980er Jahre die Wände vieler Kıraathanes (dt. Teehäuser). Aufgrund seiner athletischen Fähigkeiten wurde er zu Spielerzeiten als Artist Suat berühmt.

## Spielerkarriere

### Verein
Mamat begann mit dem Fußballspielen auf der Straße und spielte dann bei Bakırköy Sümerspor. 1949 wechselte er von hier in die Hauptstadt zum damaligen Spitzenklub Ankara Demirspor. Ausschlaggebend für diesen Wechsel war auch die Tatsache, dass der ältere Bruder Suat Mamats, Nevzat Mamat, als Torhüter bei diesem Verein tätig war. Bei Demirspor spielte Suat Mamat drei Spielzeiten lang und wechselte anschließend im Sommer 1952 zu Galatasaray Istanbul. Dieser Wechsel wurde von der Presse als Fehleinkauf belächelt, weil zu damaliger Zeit für die Fachpresse ein idealer Fußballer von kräftiger Statur sein musste. Ferner wurde zur damaligen Zeit ein körperbetonter Fußball gespielt. Mamat war zwar für damalige Verhältnisse mit seinen 182 cm Körpergröße groß, hatte aber einen schmächtigen Körperbau. Mamat selbst hatte die Jahre zuvor seinen Körper durch gezieltes Krafttraining gestärkt. Bei Galatasaray überzeugte er, entgegen den Erwartungen der Fachpresse, auf Anhieb. Mit seinen Teamkollegen İsfendiyar Açıksöz, Metin Oktay, Kadri Aytaç und Güngör Okay stellte er die heute als legendär bezeichnete Offensivabteilung Galatasarays. Dieser offensive Fünfer dominierte den Fußball in der Türkei in den 1950er Jahren und hatte maßgeblichen Anteil an den drei Meisterschaften der İstanbul Futbol Ligi.
Im Sommer 1959 äußerte Mamat den Wunsch Galatasaray zu verlassen. Galatasaray bot ihm daraufhin die Möglichkeit an, ins Ausland zu wechseln, wenn er einen Interessenten finden könne. Interesse zeigte der italienische Spitzenklub Lazio Rom, der ihn zu einem Probetraining einlud. Mamat nahm am Probetraining teil, konnte sich mit Lazio aber zunächst nicht über die Vertragskonditionen einigen. Dennoch handelte er mit Galatasaray bereits seine Ablöse aus und kaufte sich selbst frei. Nachdem der Wechsel zu Lazio wegen Differenzen gescheitert war, entschied er sich mit weiteren Vereinen in Spanien zu verhandeln, u. a. mit FC Valencia und Atlético Madrid. In Spanien angekommen, nahm er an einem Probetraining beim FC Barcelona teil, verhandelte parallel dazu jedoch auch mit dem FC Valencia und Betis Sevilla. Mamat hatte während der Qualifikation für die Fußball-Weltmeisterschaft 1954 beim entscheidenden Spiel zwischen der Türkischen Nationalmannschaft und der Spanischen Nationalmannschaft das entscheidende Tor zugunsten der Türkei erzielt und war dadurch in Spanien bekannt geworden. Der Wechsel Mamats ins Ausland scheiterte allerdings, so kehrte er in die Türkei zurück und verlängerte mit Galatasaray.
Ab Sommer 1959 nahm er mit Galatasaray an der neugegründeten und landesweit ausgelegten Süper Lig teil. In den Spielzeiten 1961/62 und 1962/63 konnte die türkische Meisterschaft gewonnen werden. Während der Zeit bis zum Sommer beklagte Mamat sich immer wieder über das geringe Gehalt, das er von Galatasaray erhielt. Er deutete mehrmals seine Wechselabsichten an, wenn sich sein Gehalt nicht erhöhte. Seinen Worten ließ er Taten folgen und wechselte nach der gewonnenen Meisterschaft im Sommer 1953 zum Ligakonkurrenten Beşiktaş Istanbul. Bei diesem Verein spielte er vier Spielzeiten lang und gewann in den Spielzeiten 1965/66 und 1966/67 erneut die türkische Meisterschaft.
Zur Saison 1967/68 wechselte er zu einem anderen Istanbuler Verein, zu Vefa Istanbul. Hier spielte er weitere zwei Spielzeiten und beendete im Sommer 1969 seine aktive Profifußballspielerlaufbahn.

### Nationalmannschaft
Mamat wurde das erste Mal im Rahmen der Qualifikation zur Fußball-Weltmeisterschaft 1954 für die türkische Auswahl nominiert. Die Türkei musste hier gegen Spanien zwei Relegationsspiele bestreiten, deren Sieger sich für die WM qualifizieren würde. Mamat gab sein Nationalmannschaftsdebüt am 14. März 1954 beim 1:0-Rückspielsieg in Istanbul. Da Spanien das Hinspiel gewonnen hatte (4-1), gab es ein Entscheidungsspiel in Rom. Dabei erzielte Mamat eines der zwei Tore für die Türkei zum 2-2 nach Verlängerung. Durch einen Sieg beim Münzwurf, war die Türkei das erste Mal in der Verbandsgeschichte für eine WM qualifizierte. Während der Weltmeisterschaft kam er zu zwei Einsätzen und erzielte dabei drei Treffer. Ein Treffer gelang ihm bei der 4:1-Niederlage gegen die deutsche Elf und zwei Treffer beim 7:0-Sieg gegen Südkorea. Damit ist Mamat mit drei Treffern zusammen mit Burhan Sargun und Ilhan Mansiz der erfolgreichste Torjäger seines Landes bei einer Weltmeisterschaft.
Mamat spielte bis zum Herbst 1963 für die Nationalmannschaft seines Landes. Er absolvierte im Nationaldress insgesamt 26 Spiele und erzielte dabei fünf Treffer.

## Trainerkarriere
Nach seiner aktiven Laufbahn als Fußballspieler wechselte er ins Trainerfach und betreute zahlreiche Vereine der unteren türkischen Ligen.
Seine erste Trainerstation war der Zweitligist Zonguldakspor, den er im Sommer 1968 direkt nach dem Erwerb seines Trainerscheins übernahm.
Unter anderem betreute er 1971/72 den Zweitligisten und 1976/77 den Erstligisten Zonguldakspor.
Zur Spielzeit 1977/78 übernahm er die unbekannte Provinzmannschaft MKE Kırıkkalespor und erreichte mit dieser Mannschaft die Meisterschaft der TFF 1. Lig und damit den direkten Aufstieg in die Süper Lig. Nach einem enttäuschenden Start in die Süper Lig trennte er sich nach wenigen Wochen von diesem Verein.
Im Sommer 1979 übernahm er den Zweitligisten Mersin İdman Yurdu und erreichte mit dieser Mannschaft die Meisterschaft der TFF 1. Lig und damit den direkten Aufstieg in die Süper Lig. Zum Saisonende trennte er sich aufgrund von Differenzen mit dem Vereinsvorstand von diesem Verein.
Als letzte Trainertätigkeit betreute er 1992 interimsweise Eyüpspor.

## Erfolge

### Als Spieler
- Galatasaray Istanbul:
  - İstanbul Futbol Ligi (3): 1954/55, 1955/56, 1957/58
  - Süper Lig (2): 1961/62, 1962/63
  - Türkischer Pokalsieger (1): 1963
- Beşiktaş Istanbul:
  - Süper Lig (2): 1965/66, 1966/67
  - Türkischer Supercup (1): 1967
  - TSYD Kupası (1): 1965, 1966
- Türkische Nationalmannschaft:
  - Teilnahme an der Fußball-Weltmeisterschaft (1): 1954

### Als Trainer
- Kırıkkalespor:
  - Meisterschaft der TFF 1. Lig (1): 1977/78
  - Aufstieg in die Süper Lig (1): 1977/78
- Mersin İdman Yurdu:
  - Meisterschaft der TFF 1. Lig (1): 1979/80
  - Aufstieg in die Süper Lig (1): 1979/80

## Trivia
- Galatasaray Istanbul organisiert seit der Eröffnung des neuen Stadions Türk Telekom Arena, unter der Schirmherrschaft des Hauptsponsors Türk Telekom, vor jedem Heimspiel eine Danksagung für seine ehemaligen legendären Spieler. So wurde am 26. November 2011 Mamat und seinem damaligen Teamkollegen Candemir Berkman im Rahmen der Ligabegegnung gegen Sivasspor eine Dankesplakette für ihre langjährigen Dienste und Erfolge überreicht.[9]